# Могилів-Подільський прикордонний загін
24 прикордонний загін імені Героя України старшого лейтенанта В'ячеслава Семенова (в/ч 2193) — територіальний орган охорони кордону у складі Південного регіонального управління ДПСУ. Загін охороняє ділянку загальною протяжністю 190,7 км державного кордону в межах Могилів-Подільського, Ямпільського та Піщанського районів Вінницької області. 141,2 км — по річці Дністер з Республікою Молдова; 49,5 км — по сухопутній ділянці з Придністров'ям.

## Історія
Наказом Голови Державного комітету у справах охорони державного кордону України — Командувача Прикордонних військ України від 4 травня 1992 року № 39 було створено Могилів-Подільський прикордонний загін.
З містом дислокації в місті Могилів-Подільський у складі управління, 13 застав прикордонного контролю і підрозділів забезпечення, а наприкінці 1993 року у склад загону було введено КПП «Могилів-Подільський». Загін прийняв під охорону українсько-молдавську ділянку кордону протяжністю 180 км на території Могилів-Подільського, Ямпільського та Піщанського районів Вінницької області.

1998 року Могилів-Подільському загону прикордонного контролю вручено Бойовий прапор і відповідну грамоту. Вручення проводив командуючий військами Південного напряму Прикордонних військ України генерал-лейтенант Бондар В. М.

23 серпня 2017 року указом Президента України № 233/2017, зважаючи на високий професіоналізм, зразкове виконання поставлених завдань особовим складом, загону присвоєне ім'я Героя України старшого лейтенанта Вячеслава Семенова. Найменування загону: Могилів-Подільський прикордонний загін імені Героя України старшого лейтенанта Вячеслава Семенова Південного регіонального управління Державної прикордонної служби України.
29 вересня 2023 року 24 прикордонний загін імені Героя України старшого лейтенанта Вячеслава Семенова Державної прикордонної служби України указом Президента України Володимира Зеленського відзначений почесною відзнакою «За мужність та відвагу».

## Структура
До складу загону входять:
- управління загону
- 9 відділів прикордонної служби (ВПС): «Лядова», «Могилів-Подільський», «Бронниця», «Ямпіль», «Велика Кісниця», «Болган», «Вінниця», «Цекинівка», «Студена».[3][4]
- мобільна прикордонна застава «Могилів-Подільський»
- підрозділи забезпечення.

## Пункти пропуску
На кордоні з Республікою Молдова:
- міжнародні пункти пропуску автомобільного сполучення: «Могилів-Подільський-Отач», «Бронниця-Унгри»;
- міжнародний залізничний: «Могилів-Подільський-Волчинець»;
- місцеві пункти пропуску: «Оксанівка-Курешниця», «Михайлівка-Кременчуг», «Цекинівка-Сорока», «Велика Кісниця-Василькиця», «Ямпіль-Косеуць»;
- поромні: міжнародний пункт пропуску: «Ямпіль-Косеуць»; міждержавний пункт пропуску: «Цекинівка-Сорока»;

На кордоні з Придністров'ям:
- міжнародний пункт пропуску автомобільного сполучення «Болган-Хрістова»;
- міждержавний пункт пропуску автомобільного сполучення «Велика Кісниця-Хрушка»;
- місцеві автомобільні пункти пропуску: «Студена-Ротар», «Грабарівка-Окниця»;
- повітряні: міжнародні пункти пропуску «Вінниця», «Хмельницький».

## Командири
- підполковник Степанюк Олександр Олександрович (травень — жовтень 1992 р.)
- підполковник Колесник Микола Григорович (1992—1995 рр.)
- підполковник Гресько Валерій Петрович (1995—2003 рр.)
- полковник Вальків Олег Ігорович (2003—2005 рр.)
- підполковник Кухтей Олег Ростиславович (2005—2006 рр.)
- підполковник Васильківський Владислав Станіславович (2006—2007 рр.)
- підполковник Шамутило Олександр Володимирович (2007—2008 рр.)
- підполковник Белей Руслан Іванович (2008—2009 рр.)
- підполковник Вавринюк Валерій Павлович (з жовтень 2009 р.)
- полковник Василик Юрій Борисович (з ???)

## Втрати в російсько-українській війні
- Глущак Олег Миколайович